# محکوم (فیلم ۱۹۲۹)
محکوم (به انگلیسی: Condemned) فیلمی ۸۶ دقیقه‌ای به کارگردانی وسلی راگلز با بازی رونالد کولمن محصول کشور ایالات متحده آمریکا است.